# Теслер, Лев Абрамович
Лев Абра́мович Те́слер (18 марта 1887, Николаев — 14 мая 1961, Ленинград) — российский кларнетист и педагог, артист симфонических оркестров театров Симферополя, Киева, Казани, Тбилиси и Ленинграда, Заслуженный артист РСФСР (1938).

## Биография
Лев Теслер окончил Одесское музыкальное училище по классу А. Кутиля в 1905 году. С 1905 по 1908 год он играл в оркестре городского театра, с 1908 по 1910 — в оркестре Одесского театра оперы и балета. В 1910—1917 годах Теслер работал в оркестрах симферопольского, Киевского, казанского оперных театров. Период с 1917 по 1926 год он провёл в оркестре Тбилисского театра оперы и балета. В 1926 году Теслер переехал в Ленинград, где стал солистом оркестра Малого театра оперы и балета и проработал в нём до 1948 года. С 1949 по 1958 год он играл в оркестре театра драмы им. А. С. Пушкина.
С 1930 по 1936 год Теслер преподавал в музыкальной школе Петроградского района Ленинграда. С 1937 он продолжил педагогическую деятельность в школе музыкантских воспитанников Советской Армии. С 1946 по 1960 год Лев Теслер преподавал в музыкальном училище имени Римского-Корсакова. Среди его учеников И. Бутырский, В. Кальнин, С. Моисеев и другие.